# Bakóca
Bakóca é um município da Hungria, situado no condado de Baranya. Tem 10,65 km² de área e sua população em 2019 foi estimada em 266 habitantes.